# La Terre est un être vivant, l'hypothèse Gaïa
La Terre est un être vivant, l’hypothèse Gaïa (titre original : Gaia, a new look at life on earth) est un essai scientifique de James Lovelock publié en 1979, en anglais. La traduction française chez Flammarion date de 1993.
La préface a été écrite par Gérard Blanc, directeur de la revue CoEvolution.

## Sommaire
1. Introduction
2. À l’origine
3. La reconnaissance de Gaia
4. La cybernétique
5. L’atmosphère contemporaine
6. Les eaux
7. Gaia et l’Homme: le problème de la pollution
8. Vivre avec Gaia
9. Épilogue

Annexe : Réponses à quelques critiques par Gérard Blanc